# واترفال (آلاسکا)
واترفال، آلاسکا (انگلیسی: Waterfall, Alaska) یک منطقه ثبت‌نشده در ساحل غربی جزیره پرنس ولز و یک (ناحیه سرشماری)، ایالت متحده آمریکا می‌باشد، و تقریباً در غرب آلاسکا است. صنعت اصلی در این مکان در سال ۱۹۱۲ یک کارخانه پردازش واترفال آزاد ساخته شد. این کنسروسازی در سال ۱۹۷۳ بسته شد و یک ماهی‌گیری ورزشی جایگزین آن شد.